# Межрегиональная ассоциация экономического взаимодействия
Межрегиональная ассоциация экономического взаимодействия — координационная структура органов исполнительной и законодательной власти субъектов Российской Федерации, создававшиеся в начале 90-х годов. Ассоциации создавались на фоне нараставших процессов децентрализации как ответ на слабость центральной власти. В рамках ассоциаций ставились задачи межрегионального сотрудничества в условиях начавшихся в стране рыночных преобразований. Первоначально было создано восемь межрегиональных координационных структур. В ходе дальнейших реформ в стране многие из них меняли состав участников, подвергались различным преобразованиям или были ликвидированы вовсе. В работе ассоциаций качестве наблюдателя принимал участие также Союз российских городов. В 1992 году был основан Координационный совет межрегиональных ассоциаций экономического взаимодействия.

## История создания[1]
Ассоциации создавались, начиная с мая 1991 года на основании распоряжений Верховного Совета РСФСР. Первой 31 мая 1991 года была создана Ассоциация экономического взаимодействия областей Центрально-Чернозёмного региона РСФСР. Географически ассоциации примерно соответствовали  экономическим районам.
Регионы могли входить более, чем в одну ассоциацию.
| Ассоциация                                                                                        | Первоначальный состав | Изменения |
| ------------------------------------------------------------------------------------------------- | --- | --- |
| Ассоциация "Большая Волга"                                                                        | Калмыкия, Марий Эл, Мордовия, Татарстан, Чувашия. Астраханская, Волгоградская, Нижегородская, Самарская, Саратовская, Ульяновская области.                                         | Вошла Пензенская область. Вышла Калмыкия. |
| Дальневосточная ассоциация экономического взаимодействия                                          | Бурятия, Саха (Якутия). Приморский, Хабаровский края. Амурская, Камчатская, Магаданская, Сахалинская, Читинская области. Еврейская автономная область. Чукотский автономный округ. | Вошли Агинский Бурятский и Корякский автономные округа. |
| Ассоциация социально-экономического сотрудничества республик, краев и областей Северного Кавказа  | Адыгея, Дагестан, Кабардино-Балкарская, Северная Осетия-Алания. Краснодарский, Ставропольский края. Ростовская область.                                                            | Вошли Ингушетия, Калмыкия, Карачаево-Черкессия. |
| Ассоциация экономического взаимодействия территорий Северо-Запада Российской Федерации            | Карелия, Коми. Архангельская, Вологодская, Калининградская, Кировская, Ленинградская, Мурманская, Новгородская, Псковская области. город Санкт-Петербург.                          | Вошел Ненецкий автономный округ. |
| Межрегиональная ассоциация "Сибирское соглашение"                                                 | Алтай, Бурятия, Тыва, Хакасия. | Алтайский, Красноярский края. Иркутская, Кемеровская, Новосибирская, Омская, Томская, Тюменская, Читинская области. Агинский Бурятский, Таймырский (Долгано-Ненецкий), Усть-Ордынский Бурятский, Ханты-Мансийский, Эвенкийский, Ямало-Ненецкий автономные округа. |
| Ассоциация экономического взаимодействия областей и республик Уральского региона ("Большой Урал") | Башкортостан, Удмуртия. Курганская, Оренбургская, Пермская, Свердловская, Тюменская, Челябинская области. Коми-Пермяцкий автономный округ.                                         | |
| Ассоциация областей и городов Центрального района России                                          | Брянская, Владимирская, Ивановская, Калужская, Костромская, Московская, Рязанская, Смоленская, Тверская, Ярославская области.                                                      | Вошли Калининградская область и г. Москва. |
| Ассоциация экономического взаимодействия областей Центрально-Чернозёмного региона РСФСР           | Белгородская, Воронежская, Курская, Липецкая, Орловская, Тамбовская области. | Вошли Брянская, Новгородская, Тульская области. |

## Настоящее время
В настоящее время правовое положение ассоциаций регулируется федеральным законом "Об общих принципах организации и деятельности ассоциаций экономического взаимодействия субъектов Российской Федерации" от 17.12.1999 N 211-ФЗ. Согласно этому закону ассоциация – это некоммерческая организация, учредителями которой являются органы государственной власти субъектов РФ и которая создается на добровольной основе в целях межрегиональной интеграции и социально-экономического развития субъектов РФ. Основными задачами ассоциации являются:
- обеспечение взаимодействия в вопросах организационного, экономического, научно-технического и социального развитию регионов;
- подготовка предложений по вопросам рационального использования экономических потенциалов субъектов РФ;
- оптимальное размещение производительных сил;
- развитие производственной и социальной инфраструктуры, коммуникаций;
- создание комплексных информационных структур и формирование банка данных, необходимых для принятия оптимальных управленческих решений;
- содействие заключению взаимовыгодных экономических соглашений между регионами;
- участие в установленном порядке в разработке и реализации совместных программ и проектов, в том числе федерального значения;
- представление интересов членов ассоциации и другие.

В настоящее время действуют следующие ассоциации.
| Ассоциация | Состав | Сайт                          |
| --- | --- | ----------------------------- |
| Межрегиональная ассоциация "Сибирское соглашение" | Алтай, Бурятия, Тыва, Хакасия Алтайский, Забайкальский, Красноярский края Иркутская, Кемеровская, Новосибирская, Омская, Томская, Тюменская области Ханты-Мансийский автономный округ                                     | http://sibacc.ru              |
| Межрегиональная ассоциация «Дальний Восток и Забайкалье»                                                                                                  | Бурятия, Саха (Якутия). Забайкальский, Камчатский, Приморский, Хабаровский края. Амурская, Магаданская, Сахалинская области. Еврейская автономная область. Чукотский автономный округ.                                    | http://assoc.khv.gov.ru       |
| Ассоциация "Юг" | Адыгея, Калмыкия. Краснодарский край. Астраханская область, Волгоградская область, Ростовская области. Республика Крым, город Севастополь                                                                                 | http://www.askregion.ru       |
| Ассоциация межрегионального социально-экономического взаимодействия «Центральный Федеральный Округ»                                                       | Белгородская, Брянская, Владимирская, Воронежская, Ивановская, Калужская, Костромская, Курская , Липецкая , Московская, Орловская, Рязанская, Смоленская, Тамбовская, Тверская, Тульская, Ярославская области. г. Москва. | http://association-cfo.ru     |
| Ассоциации экономического взаимодействия субъектов Российской Федерации, находящихся в пределах Северо-Кавказского федерального округа, «Северный Кавказ» | Дагестан, Ингушетия, Кабардино-Балкария, Карачаево-Черкессия, Северная Осетия–Алания, Чечня. Ставропольский край. | http://www.association-nc.ru/ |